# Potere e passione
Potere e passione (Geld.Macht.Liebe) è una soap opera tedesca, che è andata in onda in Germania tra il 2008 e il 2009 e invece in Italia è stata trasmessa dal 16 agosto 2013 al 13 settembre dello stesso anno su Rai Premium.

## Trama
Il serial il cui titolo originale è Geld.Macht.Liebe (Soldi, affari, amori) è una saga familiare che racconta le vicende della dinastia Rheinberg, una famiglia di ricchi banchieri tedeschi. Dopo la morte del capostipite (Max Von Rheinberg), l'azienda di famiglia è affidata al figlio Markus (Roland Koch) che, per mantenere al meglio l'attività non mostra particolari timori nel mettere le mani in faccende poco limpide e trasparenti.
L'uomo è sposato con Sophia (Susanne Schäfer) ed è padre di tre figli: Frank (Johannes Zirner), Marietta (Jytte-Merle Böhrnsen) ed Elena (Jana Klinge), quest'ultima madre di Cinzia (Elena von Eysmondt) e Carlos La Rocca (Luca Jochen). A vegliare sull'intero nucleo familiare c'è la matriarca Liselotte (Gerlinde Locker), impegnata in ogni modo a mantenerne il prestigio della propria dinastia. La faccenda si complica quando a distanza di trent'anni torna da Francoforte Mona Sailer (Angela Roy), sorella di Markus, che insieme alla figlia Ariane (Anna Bertheau), rivendica la sua quota dell'azienda di famiglia.

## Personaggi e interpreti

### Personaggi principali
- Mona Sailer (puntata 1-21), interpretata da Angela Roy, doppiata da Pinella Dragani.
- Markus Von Rheinberg (puntata 1-21), interpretato da Roland Koch, doppiato da Carlo Valli.
- Lilo Von Rheinberg (puntata 1-21), interpretata da Gerlinde Locker, doppiata da Paila Pavese.
- Sophia Von Rheinberg (puntata 1-21), interpretata da Susanne Schäfer, doppiata da Roberta Greganti.
- Ariane Sailer (puntata 1-21), interpretata da Anna Bertheau, doppiata da Chiara Colizzi.
- Marietta Von Rheinberg (puntata 1-21), interpretata da Jytte-Merle Böhrnsen.
- Frank Von Rheinberg (puntata 1-21), interpretato da Johannes Zirner, doppiato da Francesco Pezzulli.
- Elena Von Rheinberg (puntata 1-21), interpretata da Jana Klinge, doppiata da Laura Romano.

#### Mona Sailer
Figlia ribelle di Lilo e Max, trent'anni fa se ne fuggì di casa quando era incinta di Ariane. Dopo tanti anni ritorna e pretende la sua parte di eredità, in quanto figlia di Max Von Rheinberg. Nessuno della famiglia la sopporta tranne la cognata Sophia. Ha un carattere buono ed è una bravissima critica d'arte. La madre Lilo la fa lavorare alla riparazione della storica collezione dei Von Rheinberg, quindi quasi sempre e al castello, ha una storia con Philipp, amante dell'arte anch'egli ed ex fidanzato di sua nipote Marietta, infatti non è vista di buon occhio da lei.

#### Sophia Von Rheinberg
Sophia è la moglie di Markus, nuora di Lilo e Max, madre di Frank, Elena e Marietta. È una donna troppo buona per questo mondo così dice sempre il marito Markus. Infatti quando Alexander Blessman si vuole vendicare dei Rheinberg perché secondo lui sono stati loro ad uccidere il padre farà una campagna pubblicitaria contro Sophia che non c'entra proprio niente e nonostante lei non sia più Presidente delle Donne Ricche di Francoforte e dintorni per colpa di Alexander, continua ad organizzare feste e ricevimenti in onore sempre della famiglia Von Rheinberg. Quando Alexander muore in un'esplosione, lei non ci vuole credere, perché nonostante tutto ci teneva a lui.

#### Ariane Sailer
Figlia di Mona, quindi nipote di Lilo e Max, lavora alla Banca Rheinberg, come assistente alla contabilità e aiutante della madre, ha una relazione con Will Stern, fratello di Sophia Von Rheinberg. In passato ha avuto una relazione con Philipp Markland, solo per una notte ora è diventato suo nuovo patrigno, il suo unico scopo è riuscire ad avere la Banca tutta per lei e aspetta l'occasione giusta insieme a Will a soffiarla allo zio Markus.

#### Marietta Von Rheinberg
Figlia di Markus e Sophia, figlia minore, nipote di Lilo e Max. È un amante del lusso e dei vestiti, infatti appena ha un po' di soldi va a fare shopping, è molto viziata e vuole tutto compresi i ragazzi, è stata fidanzata con Philipp Markland, ma poi ha scoperto che l'ha tradito con Ariane, sua cugina è la lasciato poi non solo poco dopo si è sposato con sua zia Mona. Dopo un po' si innamora di Jonas Benz, organizzatore di feste, ma è già sposato e sta per diventare padre, allora farà sì che i due si lascino, ma solo per poco, perché ritorneranno insieme e per punizione suo padre Markus farà sì che lavori in Banca diventando Assistente di Jonas alla pubbliche relazioni.

#### Elena Von Rheinberg
Figlia di Markus e Sophia, figlia maggiore, nipote di Lilo e Max. È un'abile cavallerizza come la nonna Lilo ha vinto molti trofei e partecipato a molte gare, è sposata con Martine La Rocca, dal cognome si capisce che è argentino, infatti si sono conosciuti a Buenos Aires, subito dopo nacquero Cinzia e Carlos e ritornarono in Germania, luogo di nascita di Elena e questo fatto rattristo Martine e infatti le cose cambiarono successivamente, i due si separarono dopo che lui era andato a letto con la ladra che gli rubò tutto in casa, così ritornò in Argentina. I Bambini non ascoltarono più Elena perché pensavano che se il padre se n'era andato fosse solo colpa sua, dopo tanto tempo i tre si riappacificarono.